# 팀가드
팀가드는 알제리 오헤스 산맥에 위치한 로마-베르베르 마을이였다. 서기 100년 즈음에 트라야누스 황제가 건립하였다. 마을의 정식 명칭은 콜로니아 마르키아나 울피아 트라야나 타무가디였다. 트라야누스는 당시 이 도시를 자신의 모친 마르키아, 큰누나 울피아 마르키아나, 그리고 그의 아버지 마르쿠스 울피우스 트라야누스의 이름을 따 명명하였다. 
현재의 알제리 바트나주 바트나에서 동쪽으로 35km 떨어져 있는 이 유적은 로마 도시 계획에 쓰였던 그리드 플랜 중 가장 우수한 표본으로 평가받고 있다.

## 같이 보기
- 알제리의 세계유산